# L'agent secret
L'agent secret (títol original: The Secret Agent) és una pel·lícula britànica de Christopher Hampton estrenada l'any 1996. Ha estat doblada al català.

## Argument
En 1886, el llibreter Adolf Verloc alberga sota la seva petita llibreria reunions d'anarquistes, petits-burgesos, intel·lectuals i idealistes. De fet és un agent doble al servei dels russos i de la policia de la seva Graciosa Majestat. L'endemà d'una reunió, és convocat per Vladimir, un agregat de l'ambaixada russa, que acaba de concebre un pla diabòlic: un atemptat contra l'observatori de Greenwich. Verloc és encarregat d'aquesta missió.

## Repartiment
- Bob Hoskins: Verloc
- Patricia Arquette: Winnie Verloc
- Gérard Depardieu: Ossipon
- Jim Broadbent: l'inspector cap Heat
- Christian Bale: Stevie
- Roger Hammond: M. Michaelis
- Eddie Izzard: Vladimir
- Peter Vaughan: el xofer
- Julian Wadham: l'ajudant del comissari
- Robin Williams: l'assassí (no surt als crèdits)

## Rebuda
- Premis 
  - 1996: Festival de Mar del Plata: Secció oficial de llargmetratges a concurs
- Crítica 
  - "Correcta adaptació de la novel·la"[3]
  - "Més que aportar res a l'adaptació de la novel·la de Hichcock en "Sabotatge" (1936), Hampton es limita a despistar"[4]